# 大洗町消防本部
大洗町消防本部（おおあらいまちしょうぼうほんぶ）は、茨城県東茨城郡大洗町の消防部局（消防本部）。

## 沿革
- 1977年（昭和52年）
  - 4月1日 : 大洗町消防本部・大洗消防署が設置される。
  - 7月1日 : 那珂湊市（現在のひたちなか市）と消防相互応援協定を締結する。
  - 7月11日 : 救急業務を開始。
  - 10月1日 : 消防業務を開始。
- 1981年（昭和56年）5月1日 : 消防本部に気象観測装置を設置し、気象観測業務を開始。
- 1984年（昭和59年）12月25日 : 鹿行地方広域市町村圏事務組合消防本部と応援協定を締結する。
- 1985年（消防60年）2月25日 : 那珂湊海上保安部と船舶火災消火に関する業務協定を締結する。
- 1989年（平成元年）4月1日 : 茨城県広域消防相互支援協定が施行。
- 1995年（平成7年）1月1日 : ひたちなか市と相互応援協定を締結する。
- 2001年（平成13年）1月23日 : 消防部隊・救急部隊として緊急消防援助隊に登録。
- 2011年（平成23年）11月9日 : 東日本大震災の活動に際して、大洗町消防本部・消防団が総理大臣表彰を受賞。

## 組織
- 消防長
  - 消防次長
    - 消防総務課
      - 消防総務係

    - 火災警防課
      - 警防救急係
      - 火災予防係

    - 大洗消防署
      - 第1係
      - 第2係

## 装備
2018年（平成30年）4月1日現在、以下のようになっている。
- 消防ポンプ自動車 : 1台
- 水槽付消防ポンプ自動車 : 1台
- 司令車 : 2台
- 救急車 : 2台
- 原子力防災資機車 : 1台
- 簡易クレーン付搬送車 : 1台